# Oborzany
Oborzany [ɔbɔˈʐanɨ] (trước đây là Nabern của Đức) là một ngôi làng thuộc khu hành chính của Gmina Dębno, thuộc quận Myślibórz, West Pomeranian Voivodeship, ở phía tây bắc Ba Lan. Nó nằm khoảng 3 kilômét (2 mi) phía tây Dębno, 26 km (16 mi) phía tây nam Myślibórz và 76 km (47 mi) phía nam thủ đô khu vực Szczecin.
Trước năm 1945, khu vực này là một phần của Đức. Đối với lịch sử của khu vực, xem Lịch sử của Pomerania.
Làng có dân số 518 người.